# Ungheria ai Giochi della XXXI Olimpiade
L'Ungheria ha partecipato ai Giochi della XXXI Olimpiade, che si sono svolti a Rio de Janeiro, Brasile, dal 5 al 21 agosto 2016.

## Medaglie

### Medagliere per disciplina
| Sport            | Oro | Argento | Bronzo | Totale |
| ---------------- | --- | ------- | ------ | ------ |
| Nuoto            | 3   | 2       | 2      | 7      |
| Canoa/kayak      | 3   | 0       | 0      | 3      |
| Scherma          | 2   | 1       | 1      | 4      |
| Atletica leggera | 0   | 0       | 1      | 1      |
| Totale           | 8   | 3       | 4      | 15     |

### Medaglie d'oro
| Medaglia | Nome                                                             | Sport       | Evento                        |
| -------- | ---------------------------------------------------------------- | ----------- | ----------------------------- |
| Oro      | Emese Szász                                                      | Scherma     | Spada individuale femminile   |
| Oro      | Katinka Hosszú                                                   | Nuoto       | 400 metri misti femminili     |
| Oro      | Katinka Hosszú                                                   | Nuoto       | 100 metri dorso femminili     |
| Oro      | Katinka Hosszú                                                   | Nuoto       | 200 metri misti femminili     |
| Oro      | Áron Szilágyi                                                    | Scherma     | Sciabola individuale maschile |
| Oro      | Gabriella Szabó Danuta Kozák                                     | Canoa/kayak | K2 500 metri femminile        |
| Oro      | Danuta Kozák                                                     | Canoa/kayak | K1 500 metri femminile        |
| Oro      | Gabriella Szabó Danuta Kozák Tamara Csipes Krisztina Fazekas-Zur | Canoa/kayak | K4 500 metri femminile        |

| Medaglia | Nome           | Sport   | Evento                      |
| -------- | -------------- | ------- | --------------------------- |
| Argento  | Géza Imre      | Scherma | Spada individuale maschile  |
| Argento  | Katinka Hosszú | Nuoto   | 200 metri dorso femminili   |
| Argento  | László Cseh    | Nuoto   | 100 metri farfalla maschili |

### Medaglie di bronzo
| Medaglia | Nome                                             | Sport            | Evento                           |
| -------- | ------------------------------------------------ | ---------------- | -------------------------------- |
| Bronzo   | Tamás Kenderesi                                  | Nuoto            | 200 metri farfalla maschili      |
| Bronzo   | Anita Márton                                     | Atletica leggera | Getto del peso femminile         |
| Bronzo   | Boglárka Kapás                                   | Nuoto            | 800 metri stile libero femminili |
| Bronzo   | Gábor Boczkó Géza Imre András Rédli Péter Somfai | Scherma          | Spada a squadre maschile         |

## Atletica
L'Ungheria ha qualificato a Rio i seguenti atleti:
- Lancio del peso femminile - 1 atleta (Anita Márton)
- Lancio del martello maschile - 1 atleta (Krisztián Pars)

## Nuoto
| Atleta            | Evento         | Batterie | Batterie   | Semifinali | Semifinali | Finale          | Finale          |
| Atleta            | Evento         | Tempo    | Classifica | Tempo      | Classifica | Tempo           | Classifica      |
| ----------------- | -------------- | -------- | ---------- | ---------- | ---------- | --------------- | --------------- |
| Liliána Szilágyi  | 100 m farfalla | 57"70    | 9ª C       | 58"31      | 12ª        | non qualificata | non qualificata |
| Katinka Hosszú    | 400 m misti    | 4:28"58  | 1ª C       | N.D.       | N.D.       | 4:26"36         | Oro             |
| Zsuzsanna Jakabos | 400 m misti    | 4:38"52  | 13ª        | N.D.       | N.D.       | non qualificata | non qualificata |

| Atleta          | Evento       | Batterie | Batterie   | Semifinali      | Semifinali      | Finale          | Finale          |
| Atleta          | Evento       | Tempo    | Classifica | Tempo           | Classifica      | Tempo           | Classifica      |
| --------------- | ------------ | -------- | ---------- | --------------- | --------------- | --------------- | --------------- |
| Gergely Gyurta  | 400 m misti  | 4:14"81  | 11ª        | N.D.            | N.D.            | non qualificato | non qualificato |
| Dávid Verrasztó | 400 m misti  | 4:15"04  | 12ª        | N.D.            | N.D.            | non qualificato | non qualificato |
| Péter Bernek    | 400 m libero | 3:48"58  | 21ª        | N.D.            | N.D.            | non qualificato | non qualificato |
| Gergő Kis       | 400 m libero | 3:54"15  | 38ª        | N.D.            | N.D.            | non qualificato | non qualificato |
| Dániel Gyurta   | 100 m rana   | 1:00"26  | 16ª        | non qualificato | non qualificato | non qualificato | non qualificato |